# Marco Leto
Marco Leto, né le 18 janvier 1931 à Rome et mort le 21 avril 2016 à Bologne, est un réalisateur italien.

## Biographie
Fils de Guido Leto, officier de police pendant l'Italie fasciste, Marco Leto a fait ses débuts au cinéma dans les années 1960 en tant qu'assistant réalisateur de Daniele D'Anza. Il obtient sa première reconnaissance avec le film La Villégiature en 1973, qui lui vaut un Ruban d'argent. Le film raconte l'histoire de l'évasion des socialistes Carlo Rosselli et Emilio Lussu de l'île de Lipari, où ils étaient confinés.
Il a réalisé, entre autres productions pour la Rai, le film documentaire Come uccidere un filosofo (1982), sur l'assassinat de Giovanni Gentile aux mains de partisans.
De 2000 à 2008, il a été membre de la rédaction de la revue socialiste MondOperaio, dirigée par Luciano Pellicani.
Avec ses œuvres, Leto a voulu transposer sur le petit écran les méthodes expressives et les exigences du « cinéma démocratique ».

## Filmographie partielle

### Comme réalisateur
- 1973 : La Villégiature (La villeggiatura)
- 1976 : Portrait de province en rouge (Al piacere di rivederla)
- 1988 : Una donna spezzata

### Comme scénariste
- 1968 : Les Pistoleros du Nevada (¿Quién grita venganza?) de Rafael Romero Marchent